# Piscina comunale Felice Cascione
La piscina comunale "Felice Cascione" è un impianto sportivo di Imperia, dedicato a Felice Cascione, partigiano imperiese.

## Storia
Fino a poco prima degli anni '70, le gare di nuoto e le partite di pallanuoto si svolgevano in mare aperto, nella zona del molo lungo di Porto Maurizio, però con la crescita della passione per tali sport e il seguito di persone che osservavano gli atleti, si dovette pensare a una sistemazione fissa sulla terraferma. Nel 1965 si pensò a progettare una piscina al coperto, ma la zona individuata per la costruzione (zona Prino) non soddisfò i cittadini, che auspicavano venisse utilizzata l'area tra San Lazzaro e le ex Ferriere (più centrale rispetto alla zona del progetto), nel mentre si costruì uno "zatterone" galleggiante, inaugurato nell'agosto dello stesso anno. Nel 1972, con l'arrivo di un comunicato della FIN che vietò lo svolgimento delle partite in mare, gli atleti si trovarono sprovvisti di un impianto adatto dove continuare a svolgere l'attività agonistica, situazione poi risolta in tempi record con la costruzione di una piscina adeguata a tali manifestazioni, che venne inaugurata il 1º giugno 1974. Nel 1985, con la promozione della Rari Nantes in Serie B la piscina non risultò più conforme a ospitare partite di pallanuoto di quella categoria e si dovette aspettare purtroppo quasi un decennio prima di avere una struttura appropriata, tale struttura fu finalmente inaugurata il 16 luglio 1994 e ben presto, grazie alle sue funzionalità, caratteristiche e servizi, diventò quello che è tuttora, una tra le piscine più importanti d'Italia.

## Struttura
L'impianto ha quattro vasche:
- una vasca di 33 metri per 25 usata dalle squadre di pallanuoto Rari Nantes Imperia.
- una vasca adibita alle attività didattiche di 20 metri per 10.
- una vasca per il recupero motorio dei disabili di 9 metri per 9.
- una vasca idromassaggio da 15 posti.[1]

e una palestra da 140 metri quadri.